# Episodi di Naruto (quarta stagione)
La quarta stagione dell'anime Naruto è composta da 54 episodi, andati in onda in Giappone dal 27 aprile 2005 al 17 maggio 2006, con cadenza settimanale, e trasmessi in Italia dall'8 febbraio 2008 al 15 maggio 2008, dal lunedì al venerdì. 
La stagione utilizza tre sigle di apertura: No Boy, No Cry (ノーボーイ·ノークライ?, Nō bōi - Nō kurai, lett. "Ragazzo, non piangere") di Stance Punks (episodi 132-153), Namikaze Sateraito波風サテライト (?, lett. "Il satellite della discordia") degli Snowkel (episodi 154-178), Re:member dei Flow (episodi 179-185). Le cinque sigle di chiusura sono: Nakushita kotoba (失くした言葉? lett. "Parole perdute") dei No Regret Life (episodi 132-141), Speed del trio Analog Fish (episodi 142-153), Soba ni iru kara (そばにいるから? lett. "Perché io sono con te") del gruppo musicale Amadori (episodi 154-165), Parade (パレード?, Parēdo) dei Chaba (episodi 166-178) e Yellow Moon di Akeboshi (episodi 179-185).

## Lista episodi
| Nº  | Titolo italiano Giapponese 「Kanji」 - Rōmaji | In onda           | In onda          |
| Nº  | Titolo italiano Giapponese 「Kanji」 - Rōmaji | Giapponese        | Italiano         |
| 132 | Il mio migliore amico 「親友よ！」 - Shin'yū yo! | 27 aprile 2005    | 8 febbraio 2008  |
| 132 | Continua lo scontro tra Sasuke e Naruto che si scontrano usando le loro tecniche più potenti, il Rasengan contro il Mille Falchi, respingendosi a vicenda. Sasuke immobilizza Naruto e cerca di colpirlo con la tecnica dei Mille Falchi. Naruto gli racconta di come Sasuke sia per lui come un fratello maggiore. Grazie al segno maledetto Sasuke sfonda il petto di Naruto con la sua tecnica ma Naruto usa il potere della volpe per liberarsi e con il suo potere la sua ferita si rimargina subito. |                   |                  |
| 133 | Troppo tardi 「涙の咆哮！オマエはオレの友達だ」 - Namida no hōkō! Omae wa ore no tomodachi da | 4 maggio 2005     | 11 febbraio 2008 |
| 133 | Sasuke a causa della rabbia che prova verso Naruto, riesce a far evolvere il suo Sharingan fino a manifestare 3 tomoe. Grazie al nuovo potere, Sasuke è in grado di vedere perfettamente il movimento di Naruto prima che questi lo colpisca e, in questo modo, riesce a non farsi mai colpire. Naruto sviene in seguito ad un colpo molto violento. La Volpe a nove code sigillata dentro di lui si sveglia, ricoprendo il corpo di Naruto con uno strato chiamato "manto del demone", il cui chakra si modella sulla forma del demone Volpe. Naruto risveglia la prima coda della Volpe e non lascia scampo a Sasuke che, costretto, usa una mossa estrema, il segno maledetto al secondo livello. |                   |                  |
| 134 | All'ultimo respiro 「涙雨の結末」 - Namida ame no ketsumatsu | 11 maggio 2005    | 15 febbraio 2008 |
| 134 | Sasuke fa evolvere il suo Sigillo Maledetto. I due utilizzano quindi per la seconda volta le loro tecniche più potenti: il Mille Falchi di Sasuke contro il Rasengan di Naruto. L'energia sprigionata dalla contrapposizione dei colpi racchiude i due in una sfera di chakra nero. Sasuke colpisce Naruto, mentre questi riesce solo a graffiare il coprifronte di Sasuke. Sasuke potrebbe ora uccidere Naruto, che nel frattempo è svenuto, ma non lo fa poiché vuole ottenere il potere dello Sharingan ipnotico a modo suo e se ne va verso il rifugio di Orochimaru. Sul finale si vede Zetsu dell'Organizzazione Alba, che ha osservato il combattimento. |                   |                  |
| 135 | L'ultimatum di Jiraiya 「守れなかった約束」 - Mamorenakatta yakusoku | 18 maggio 2005    | 18 febbraio 2008 |
| 135 | Kakashi riporta Naruto a casa. Tsunade dice a Shikamaru che la missione è fallita, ma che la cosa più importante è che tutti siano tornati vivi. Naruto rinnova a Sakura la sua promessa di riuscire a riportare al villaggio Sasuke, che nel frattempo ha raggiunto Orochimaru. Jiraiya si offre di allenare Naruto per tre anni, per farlo diventare più forte. Tre anni è il tempo necessario prima che Orochimaru possa trasferirsi nel corpo di Sasuke. Sul finale si vede una conversazione di Alba dove dicono che ritorneranno fra tre anni e che cercheranno la Volpe a Nove Code di Naruto. |                   |                  |
| 136 | In missione segreta 「潜入捜査!? 遂にきたきた超S級任務」 - Sennyū sōsa!? Tsui ni kitakita chō-S-kyū ninmu | 25 maggio 2005    | 20 febbraio 2008 |
| 136 | Sakura è depressa per via del tradimento di Sasuke, così decide di cercare il Villaggio del Suono da sola. Però, viene scovata da Naruto e Jiraiya e quest'ultimo sta partendo per una missione nel Paese del Suono, quindi decide di portarsi con sé anche i due ragazzi. |                   |                  |
| 137 | Nel paese delle risaie 「無法者の街 ふうま一族の影」 - Muhōsha no gai Fūma ichizoku no kage | 1º giugno 2005    | 22 febbraio 2008 |
| 137 | I tre arrivano in una città e Jiraiya decide di entrare in un bar ordinando agli altri due di rimanere fuori. Il Sennin viene attaccato da un gruppo di ladri, ma se la cava, mentre Naruto e Sakura incontrano un ninja che fugge da tre tipi. Portano in salvo il ninja e si rifugiano in una capanna. Lì si scopre che il ninja è una donna, di nome Sasame, e che è diretta anch'essa nel Villaggio del Suono. D'improvviso vengono di nuovo attaccati dai tre. |                   |                  |
| 138 | La piaga del tradimento 「清き裏切り はかなき願い」 - Kiyoki uragiri Hakanaki negai | 8 giugno 2005     | 25 febbraio 2008 |
| 138 | Naruto riesce a liberarsi dai 3 ninja con l'aiuto di Jiraiya. Mentre si recano al rifugio di Orochimaru, si fermano a pranzare e Sasame mette del sonnifero nei loro the e così si addormentano. Sasame chiama i tre ninja facenti parte del clan Fuuma, che per ristabilire la potenza del loro clan ormai scomparso si affidano a Orochimaru, e tentano di ucciderli, ma Jiraiya aveva intuito la trappola. I ninja del clan Fuuma vengono sconfitti e Sasame viene perdonata (il suo vero intento era rivedere suo cugino Arashi che si trova da Orochimaru). |                   |                  |
| 139 | La base segreta di Orochimaru 「恐怖！大蛇丸の館」 - Kyōfu! Orochimaru no tachi | 15 giugno 2005    | 27 febbraio 2008 |
| 139 | Naruto, Sakura e Jiraiya riescono ad intrufolarsi nel rifugio di Orochimaru ma quando arriva il momento di separarsi finiscono con il cadere nelle trappole del malvagio Sennin. Sakura incontra Kabuto e i due iniziano a combattere. |                   |                  |
| 140 | La trappola di Kabuto 「二つの鼓動 カブトの罠」 - Futatsu no kodō Kabuto no wana | 22 giugno 2005    | 29 febbraio 2008 |
| 140 | Naruto interviene in aiuto di Sakura e combatte con Kabuto che però alla fine si rivela solo un altro componente del clan Fuuma. |                   |                  |
| 141 | La determinazione di Sakura 「サクラの決意」 - Sakura no ketsui | 29 giugno 2005    | 3 marzo 2008     |
| 141 | Si scopre che né Orochimaru né Sasuke si trovano nel rifugio segreto, la trappola è stata organizzata dai servitori del malvagio Sennin appartenenti al Clan Fuuma. Tornati al villaggio, Sakura chiede a Tsunade di prenderla come allieva e l'Hokage accetta. |                   |                  |
| 142 | Carcere di massima sicurezza 「厳戒施設の三悪人」 - Genkai shisetsu no san akunin | 6 luglio 2005     | 5 marzo 2008     |
| 142 | Mentre Jiraiya riparte per un'altra missione, lasciando Naruto scontento, qualcosa sta accadendo alla prigione di massima sicurezza del villaggio dove i due fratelli detenuti Vento e Fulmine vengono irretiti da Mizuki. Tsunade si accorge che Mizuki potrebbe aver avuto l'incarico di rubare il rotolo dell'hokage da Orochimaru e manda Asuma e Kurenai a interrogarlo. Naruto per caso sente tutto. Ma essi vengono accolti dai prigionieri in silenziosa rivolta, capeggiati da Mizuki, e quando Naruto arriva li trova a terra svenuti. |                   |                  |
| 143 | La missione la scelgo io! 「走れトントン！お前の鼻が頼りだってばよ」 - Hashire Tonton! Omae no hana ga tayori dattebayo | 13 luglio 2005    | 7 marzo 2008     |
| 143 | Kurenai e Asuma sono tratti in salvo e portati in ospedale, mentre un gruppo capeggiato da Shizune insegue i fuggitivi grazie al fiuto del maialino Tonton, ma cadono in una trappola di Mizuki e Tonton torna solo al villaggio. Naruto, che in ospedale ha sentito che Orochimaru è coinvolto, parte al salvataggio di Shizune impaziente di battersi con lui e salvare Sasuke. Intanto Mizuki e i fratelli si rifugiano da Tsubaki, la sua fidanzata, dove lui mostra un aspetto piuttosto insano e ossessivo, la colpisce e se ne vanno. Iruka si ricongiunge a Naruto, trovano Shizune e continuano a inseguirli ma cadono in un'imboscata dentro un canyon, dove scoprono che quella Shizune è in realtà Mizuki e così i due sono costretti a dare battaglia. |                   |                  |
| 144 | Missione di soccorso! 「新生三人一組 二人と一匹！」 - Shin'sei surīman seru futari to ippiki | 20 luglio 2005    | 10 marzo 2008    |
| 144 | Naruto ha problemi con i due fratelli, e Iruka sta avendo la sua parte di difficoltà con Mizuki. Iruka fatica a riavere indietro il vecchio Mizuki, ma quest’ultimo spiega che l'unica ragione per cui è sempre stato gentile con Iruka è perché voleva essere anche lui il preferito dell'Hokage. Voleva che Iruka fosse infelice e che tutti gli altri non fossero così gentili con lui. Iruka e Mizuki si preparano quindi a combattere di nuovo. Nel frattempo, dopo molti attacchi con i cloni, Naruto ha finalmente la possibilità di usare il Rasengan. I fratelli distruggono accidentalmente il loro pranzo e fanno sì che l'attacco di Naruto colpisca i suoi cloni. Mentre si preparano a ucciderlo, Shikamaru, Choji e Ino arrivano in suo soccorso. |                   |                  |
| 145 | Ino-Shika-Cho 「炸裂！ニューフォーメーションいのシカチョウ」 - Sakuretsu! Nyū fōmēshon Inoshikachō | 27 luglio 2005    | 12 marzo 2008    |
| 145 | Naruto insegue Mizuki mentre Shikamaru, Choji e Ino cercano di tenere a bada i fratelli. Mizuki porta Iruka in un edificio dove spiega la sua frustrazione di non essere mai stato riconosciuto al villaggio nonostante la sua bravura. Flashback su una missione completata a scapito di un compagno, sull'esame non superato proprio per quell'episodio. Poi entra dentro per sfidare Iruka nell'oscurità dove Mizuki è in vantaggio. Naruto raggiunge l'edificio, che però esplode e crolla sotto i suoi occhi. |                   |                  |
| 146 | All’ombra di Orochimaru 「残された野望 大蛇丸の影」 - Nokosareta yabō Orochimaru no kage | 10 agosto 2005    | 14 marzo 2008    |
| 146 | Naruto ritrova Iruka incolume. Arriva Tsubaki che supplica Iruka e Naruto di lasciarla venire con loro in modo da poter salvare il suo amato. Intanto quest'ultimo ruba delle sostanze dal laboratorio del clan Nara. Tsubaki confida loro che il furto del rotolo proibito era per Orochimaru. Nel frattempo Shikamaru, Choji e Ino continuano a trattenere i due fratelli. Mizuki, seguendo le indicazioni dategli in passato da Orochimaru, arriva in un covo segreto dove prepara una pozione, la beve e si trasforma. |                   |                  |
| 147 | Forza artificiale 「因縁の対決！オマエにオレは倒せねえ」 - Innen no taiketsu! Omae ni ore wa taosenee | 17 agosto 2005    | 17 marzo 2008    |
| 147 | Mizuki, dopo essersi trasformato ed aver acquisito velocità e forza, combatte contro Iruka e Naruto. Uzumaki riesce a parare lo shuriken lanciato da Mizuki contro Iruka, rievocando a parti invertite ciò che successe nello scontro precedente con Mizuki. Intanto, Ino, Shikamaru e Choji, sono allo stremo delle forze nel combattimento contro i fratelli Tuono e Fulmine, ma fortunatamente in loro soccorso arriva Tsunade che riesce ad ammansire i fratelli. Di seguito, Mizuki sviluppa ulteriormente la sua forza ma a scapito della velocità, cosa che permetterà a Iruka di architettare un piano e con l'aiuto di Naruto, a sconfiggere il traditore. |                   |                  |
| 148 | In cerca di insetti 「超追尾力に赤丸も嫉妬！幻の微香虫を探せ」 - Chō-tsuibiryoku ni Akamaru mo shitto! Maboroshi no Bikōchū o sagase | 17 agosto 2005    | 19 marzo 2008    |
| 148 | Il Team 8 (Shino, Kiba, Hinata) e Naruto partono in missione alla ricerca dei Bikōchū, rari insetti capaci di rintracciare Sasuke grazie al loro olfatto prodigioso. Però non sono i soli interessati. |                   |                  |
| 149 | Pioggia 「どこが違うのさ!? 虫って同じに見えないか」 - Doko ga chigau no sa!? Mushi tte onaji mienai ka | 24 agosto 2005    | 21 marzo 2008    |
| 149 | I ninja del Team 8 si accorgono di essere inseguiti, ma per il momento decidono di non ingaggiare battaglia e di non dire nulla a Naruto, per non agitarlo. Hinata, preoccupata di essere d'ostacolo al gruppo riesce a localizzare un Bikōchū, permettendo a Naruto di catturarlo. Prima che il Team 8 potesse lasciare la foresta, Hinata viene sequestrata e i rapitori chiedono come riscatto il Bikōchū. |                   |                  |
| 150 | Sfida per un insetto 「だまして化かしてだまされて！ 壮絶ムシムシ大バトル」 - Damashite bakashite damasarete! Sōzetsu mushimushi dai batoru | 31 agosto 2005    | 25 marzo 2008    |
| 150 | Si scopre che i rapitori appartengono al clan Kamizumo, acerrimo rivale del clan Aburame. Il loro scopo è di usare un Bikōchū per ritrovare il rotolo proibito, in modo da poter ristabilire l'onore del clan. I compagni di Hinata nascondono il Bikōchū e tentano di salvarla, ma cadono in una trappola. Intanto, Hinata tenta di scappare. |                   |                  |
| 151 | Hinata alla riscossa 「燃えよ白眼！ これが私の忍道よ」 - Moe yo Byakugan! Kore ga watashi no nindō yo | 14 settembre 2005 | 26 marzo 2008    |
| 151 | Hinata riesce a liberarsi e va in soccorso dei suoi compagni, che erano stati catturati. La ragazza utilizza una speciale tecnica di Difesa Assoluta inventata da lei che è in grado di respingere gli attacchi dei ninja del clan Kamizumo. Una volta liberati gli altri, Naruto sconfigge definitivamente il nemico. Quando nasce il Bikōchū, egli annusa l'odore sbagliato e quindi la missione è fallita. |                   |                  |
| 152 | All'ombra dei Sette Spadaccini 「生あるものへの葬送曲」 - Sei aru mono e no sōsōkyoku | 21 settembre 2005 | 27 marzo 2008    |
| 152 | Naruto trae in salvo tre individui, provenienti dal villaggio Katabami, venuti in cerca di aiuto: infatti un gruppo di teppisti chiamati Kurosaki ha preso possesso del villaggio e il loro capo Raiga (uno dei Sette Spadaccini della Nebbia) sta mietendo vittime innocenti per puro divertimento. A Naruto, Rock Lee, Neji e Tenten viene assegnata la missione di liberare il villaggio dai Kurosaki. Durante il tragitto viene poi aggiunto un obbiettivo alla missione: trovare Karashi, un amico di Rock Lee unitosi ai Kurosaki. |                   |                  |
| 153 | Il potere del fulmine 「心に届け！愛の鉄拳」 - Kokoro no todoke! Ai no Tekken | 28 settembre 2005 | 28 marzo 2008    |
| 153 | Rokusuke, uno dei tre salvati da Naruto, fugge per tornare al villaggio ma viene catturato dai Kurosaki. Intanto Naruto e gli altri arrivano al nascondiglio dei Kurosaki e si lanciano al salvataggio di Rokusuke, ritrovando anche Karashi. Grazie al suo Byakugan, Neji riesce poi a scovare Raiga e inizia così il combattimento. |                   |                  |
| 154 | Velo di nebbia 「白眼の天敵」 - Byakugan no tenteki | 5 ottobre 2005    | 31 marzo 2008    |
| 154 | Continua lo scontro con Raiga: i ninja della Foglia vengono più volte colpiti dagli attacchi con i fulmini di Raiga ma resistono. Infine Naruto riesce a sconfiggere Raiga il quale perde la sacca che si portava con sé. I quattro trovano all'interno Ranmaru, un ragazzo disabile la cui vita senza Raiga non ha più un senso e supplica i ninja di porre fine alle sue sofferenze ma questi decidono di risparmiarlo. |                   |                  |
| 155 | Nubi all'orizzonte 「忍び寄る暗雲」 - Shinobi yoru anun | 12 ottobre 2005   | 1º aprile 2008   |
| 155 | Karashi e i Kurosaki tendono una trappola ai ninja della Foglia ma vengono facilmente sconfitti e Karashi si pente delle sue azioni. La missione dunque è conclusa e Ranmaru viene liberato e portato alla locanda della nonna di Karashi. Dopo poco tempo Karashi e Ranmaru fuggono di nascosto per raggiungere il luogo dove è stato sconfitto Raiga e quest'ultimo viene riportato in vita grazie a Ranmaru. |                   |                  |
| 156 | Il ritorno di Raiga 「逆襲の雷牙」 - Gyakushū no Raiga | 19 ottobre 2005   | 2 aprile 2008    |
| 156 | Raiga ritrova Ranmaru svenuto, batte facilmente Tenten e ordina a Karashi di portargli Rock Lee, Neji e Naruto, minacciando altrimenti di uccidere lui e sua nonna. Karashi, riesce ingannando i ninja, a farli cadere nella trappola ed intanto cerca di scappare con sua nonna. Tenten ritorna con Ranmaru alla locanda, e grazie al prodigioso curry della vita di Karashi, Ranmaru riacquista le forze. Intanto, Naruto, Rock Lee e Neji pur combattendo duramente contro Raiga, che è riuscito ad incrementare la sua potenza sfruttando un temporale, accusano i colpi e restano svenuti a terra. |                   |                  |
| 157 | Il curry della vita 「走れ!!!生命のカレー」 - Hashire!!! Seimei no karē | 26 ottobre 2005   | 3 aprile 2008    |
| 157 | Tenten, Ranmaru, Karashi e sua nonna si avviano verso il luogo in cui i ninja stanno combattendo. Rock Lee subisce gli attacchi di Raiga e sviene, ma grazie al curry della vita (corretto per errore con un infuso d'erbe) riacquista le forze. Intanto Ranmaru, presa coscienza delle sue azioni passate, decide di espiare le sue colpe e di salvare i suoi nuovi amici, gettandosi dal precipizio con Raiga (ingannandolo con la Tecnica del Velo di Nebbia) ma Rock Lee lo ferma poco prima che cada. Così utilizzando la Tecnica dell'Ubriaco, inizia a combattere contro Raiga. Raiga dopo aver scoperto il tradimento di Ranmaru tenta di vendicarsi, ma Naruto protegge Ranmaru e dopo una serie di taijutsu riesce a scaraventare dal precipizio Raiga, che comprendendo di essere oramai solo, decide di suicidarsi invocando: Ti prego, amico fulmine, regalami un bel funerale! |                   |                  |
| 158 | Lacrime e sudore 「みんなオレについて来い！汗と涙のタクラミ大サバイバル」 - Minna ore ni tsuite koi! Ase to namida no takurami dai sabaibaru | 2 novembre 2005   | 4 aprile 2008    |
| 158 | Naruto, viene convinto da Tsunade a guidare, in una missione d'addestramento in competizione con altre squadre, il team formato da Konohamaru, Moegi e Udon. I quattro si ritrovano però in svantaggio, allora Naruto decide di imboccare una pericolosa scorciatoia. La missione viene però interrotta a causa di un terribile temporale, solo la squadra di Naruto non viene avvisata. Infine vengono ritrovati dal maestro Iruka e da Shikamaru, supervisori dell'addestramento. Nonostante le difficoltà, Naruto e la sua squadra fanno ritorno sani e salvi al villaggio. |                   |                  |
| 159 | Amico o nemico? 「敵か味方か!?荒野の賞金稼ぎ」 - Teki ka mikata ka!? Kōya no shōkinkasegi | 9 novembre 2005   | 7 aprile 2008    |
| 159 | Naruto, Hinata e Kiba accettano una missione apparentemente facile, che consiste nella cattura di un ladro. Dopo essere arrivati nell'ultima città in cui è stato avvistato, scoprono che un cacciatore di taglie, di nome Sazanami, è già sulle sue tracce. Sazanami viene sconfitto dal ladro (che in realtà è un ninja) e solo l'intervento di Naruto permetterà di salvarlo. In seguito si scopre che anche Sazanami è in realtà un criminale ricercato. |                   |                  |
| 160 | Scontro al tempio 「獲るか獲られるか!?オッケー寺の決斗」 - Eru ka erareru ka!? Okkē tera no kettō | 16 novembre 2005  | 8 aprile 2008    |
| 160 | Il cacciatore di taglie rivela ai ninja della Foglia di essere stato accusato ingiustamente di una strage, in realtà compiuta da Gosunkugi (il ladro che Sazanami e il gruppo di Naruto stanno cercando). I quattro localizzano il ladro in una città vicina, intento a rubare una campana d'oro. Sazanami riesce a catturare Gosunkugi, ma a sua volta viene fermato da un altro cacciatore di taglie. In seguito, grazie alla confessione di Gosunkugi, Sazanami viene scagionato. Dunque la missione è fallita e i tre fanno ritorno al villaggio. |                   |                  |
| 161 | Strane visite 「珍客見参 碧の野獣？猛獣？…珍獣？」 - Sankyaku kenzan Ao no Yajū? Mōjū?... Sanjū? | 23 novembre 2005  | 9 aprile 2008    |
| 161 | Durante la notte Gai e Rock Lee partono in missione. Ne approfittano due strani individui che si travestono come i due ninja per acquisire informazioni segrete sul Villaggio della Foglia. Vengono subito scoperti da Kakashi che informa Tsunade, l'Hokage decide di non intervenire, ma fa in modo che i suoi sottoposti assegnino agli impostori esercizi e lavori duri e faticosi. Naruto incontrati i due, li scambia per gli originali e si unisce con uno stratagemma ai loro allenamenti. Alla fine della giornata i due, stremati, rinunceranno ai loro obbiettivi e saranno sconfitti dagli originali Gai e Lee di ritorno. |                   |                  |
| 162 | Il guerriero fantasma 「白き呪いの武者」 - Shiroki noroi musha | 30 novembre 2005  | 10 aprile 2008   |
| 162 | Naruto, Neji e Tenten sono inviati da Tsunade, su richiesta di Chishima (un emissario) nel Paese degli Uccelli per uccidere un fantasma, che sta terrorizzando la popolazione locale. Durante il viaggio, Chishima li informa che il Daimyō è morto e che Sagi, suo figlio, sta dubitando delle proprie capacità a causa della scomparsa di sua sorella gemella Toki. Arrivati in città, entrano subito in contatto con il fantasma e lo inseguono: Neji e Naruto scoprono che in realtà nell'armatura del fantasma non c'è la presenza di nessun essere vivente. |                   |                  |
| 163 | La strategia di Kumei 「策士・紅明の思惑」 - Sakushi - Kōmei no omowaku | 7 dicembre 2005   | 11 aprile 2008   |
| 163 | I ninja della Foglia vengono ricevuti da Musu: dalla discussione emerge che il sospettato numero uno è Kumei, lo stratega del villaggio e potenziale rivale di Sagi. Per trovare ulteriori conferme il gruppo cerca d'incontrare Sagi al lago, dove si reca per rievocare la memoria di sua sorella Toki. Il signore feudale viene attaccato e i ninja del Villaggio della Foglia lo proteggono. Il gruppo, per incastrare Kumei, lo pedina fino all'incontro col fantasma. Esso viene battuto facilmente e Neji rivela ai suoi compagni che l'ultimo fantasma era differente dal primo. |                   |                  |
| 164 | '''Troppo tardi''' 「遅すぎた助っ人」 - Ososugita suketto | 14 dicembre 2005  | 14 aprile 2008   |
| 164 | Kumei dopo essere stato arrestato, confessa i suoi crimini, quindi Musu congeda i ninja del Villaggio della Foglia, ma Naruto vuole continuare le indagini: perlustra il tempio dove aveva combattuto la notte precedente e scopre un aquilone gigante, usato per simulare il volo, dal guerriero fantasma; scopre anche un passaggio segreto nel tempio che porta direttamente alla residenza di Sagi. Intanto, Chishhima scopre che Musu è in complotto con i ninja della guardia reale per uccidere Sagi. Naruto viene scoperto dalle guardie di Sagi e arrestato. Nella prigione combatte contro il guerriero fantasma che si scopre essere Sagi, il quale vuole vendetta. Nel frattempo Neji e Tenten scoprono che l'ex signore feudale del villaggio è stato assassinato e, circondati dalle guardie di Sagi, battono in ritirata. Mentre sono sulla strada per la prigione, pianificano il salvataggio di Naruto, ma Kakashi li intercetta e li esorta a fare ritorno al Villaggio della Foglia, essendo la loro missione conclusa. |                   |                  |
| 165 | La fine di Naruto 「ナルト死す」 - Naruto shisu | 21 dicembre 2005  | 15 aprile 2008   |
| 165 | Neji, Tenten e Kakashi ripiegano, apparentemente, al Villaggio della Foglia: in realtà è un depistaggio, poiché i tre sono pedinati da due ninja nemici. Intanto Kumei, sottoposto a processo, è condannato al seppuku ma Naruto, in extremis, si finge il fantasma e riesce a salvarlo e fuggono inseguiti dai ninja della Foglia (mascherati, grazie alla Tecnica della Sostituzione, da guardie). Il gruppo si precipita al tempio, dove Kakashi, accortosi di essere inseguito, esorta gli altri a proseguire. Kakashi combatte contro un ninja migratore di nome Nagare. Intanto Neji e Tenten, arrivati al cospetto di Sagi, scoprono che era lo stesso signore feudale a travestirsi da fantasma, per scovare il responsabile dell'omicidio di suo padre e della scomparsa di sua sorella. |                   |                  |
| 166 | Quando il tempo si ferma 「止まったままの時間」 - Todomatta mama no jikan | 4 gennaio 2006    | 16 aprile 2008   |
| 166 | L'episodio inizia con un flashback che mostra Sagi nel letto di morte: dopo il suo trapasso, Toki decide di prendere l'identità del fratello per vendicarlo. Toki, travestita da fantasma, tenta di attaccare Musu, il gruppo di Naruto e i ninja di Musu si uniscono alla battaglia. Musu rivela di chiamarsi Uki, il capo dei ninja migratori. Mentre i ninja sono impegnati in battaglia, Musu rapisce Toki e si rifugia in casa, ma Naruto li segue. Musu, attraverso un genjutsu, gli fa rivivere, i trascorsi felici di Chishima, Sagi e Toki al lago. |                   |                  |
| 167 | Verso il futuro 「白鷺のはばたく時間」 - Shirasagi no habataku jikan | 4 gennaio 2006    | 17 aprile 2008   |
| 167 | Musu, apparentemente, uccide Chishima e colpisce violentemente Naruto che, perdendo i sensi, s'inabissa nel lago. Grazie all'intervento del fantasma di Sagi, Naruto riprende i sensi e gli promette di salvare Toki. Naruto, emergendo dall'acqua, colpisce Uki (Musu) e confessa a Toki di aver visto il fantasma di Sagi. Naruto riprende il combattimento e sconfigge Uki; Toki, piangente, si getta sul corpo di Chishima, che inaspettatamente riprende conoscenza. Toki, scusandosi con il popolo delle sue azioni, ristabilisce l'ordine nel Paese degli Uccelli e congeda i ninja del Villaggio della Foglia: sulla via di ritorno, Neji confessa a Naruto che il primo fantasma incontrato era un vero fantasma. |                   |                  |
| 168 | La ricetta segreta 「燃えろ寸胴！混ぜて伸ばして茹で上げろ！」 - Moero Zundō! Mazete nobashite yude agero! | 18 gennaio 2006   | 18 aprile 2008   |
| 168 | Naruto, Sakura e Choji decidono di aiutare Teuchi, il proprietario del chiosco di ramen Ichiraku, poiché Ayame, sua figlia, è stata rapita dai cosiddetti Ryounin (ninja cuochi). Per liberarla i tre Genin dovranno affrontare una gara di cucina preparando un ramen perfetto per tutti i cento ninja cuochi giunti per l'occasione. Naruto e compagni vinceranno la sfida e libereranno Ayame. In seguito si scoprirà che i Ryounin avevano organizzato il rapimento per poter imparare una leggendaria ricetta di Akuma che conoscerebbe il proprietario di Ichiraku; in realtà è solo un malinteso. |                   |                  |
| 169 | La pagina mancante 「記憶 失われた頁」 - Kioku Ushinawareta peiji | 25 gennaio 2006   | 21 aprile 2008   |
| 169 | Il quinto Hokage assegna una missione a Naruto, Ino e Shino, accompagnati da Anko Mitarashi. La missione consiste nel smascherare un demone che terrorizza e saccheggia le navi dirette all'Isola Madre che si trova nel Paese del Mare. Una volta arrivati al porto, si scopre che Anko è già stata in questo posto con Orochimaru. Mentre i ninja della Foglia si dirigono verso l'isola, vengono attaccati e Naruto, in extremis, viene tratto in salvo da una misteriosa ragazza. |                   |                  |
| 170 | La porta chiusa 「衝撃 閉ざされた扉」 - Shōgeki Tozasareta doa | 1º febbraio 2006  | 22 aprile 2008   |
| 170 | Anko comincia a ricordare alcuni particolari. Naruto si sveglia e la ragazza misteriosa che lo ha salvato, di nome Isaribi, gli rivela che lei è l'unica sopravvissuta delle tante persone che erano andate nella Zona Proibita. Da lì, Naruto torna al paese in cerca dei propri compagni, mentre Anko, Ino e Shino sono alla ricerca di Isaribi e scoprono che è lei il Demone dell'Oceano. Qui Anko, attraverso un flashback, si ricorda di quando Orochimaru le aveva mostrato il Demone dell'Oceano in fase sperimentale. Isaribi riesce a scappare grazie a Yoroi (che assieme a Misumi aveva precedentemente attacco i ninja del Villaggio della Foglia). Nel frattempo, Orochimaru incontra Amachi, uno scienziato che conduce esperimenti sotto la sua supervisione; anche Sasuke Uchiha è presente all'incontro. |                   |                  |
| 171 | In trappola 「潜入 仕組まれた罠」 - Sen'nyū Shikumareta torappu | 8 febbraio 2006   | 23 aprile 2008   |
| 171 | Anko svela che la Zona Proibita, chiamata Isola del Demone, è uno dei tanti rifugi di Orochimaru. Il gruppo raggiunge l'isola e scopre il laboratorio dove sono presenti le cavie degli esperimenti del Sennin. Naruto, Ino e Shino cadono in una trappola, invece Anko riesce ad aggirarla. In seguito Shino ingaggia un combattimento con Yoroi Akado, permettendo così agli altri di proseguire e scoprono che dietro agli esperimenti di Orochimaru si nasconde Amachi, uno scienziato traditore della squadra medica del Villaggio della Foglia, alle dipendenze di Orochimaru. Il suo scopo è creare una squadra ninja mutante subacquea, per sorprendere il maestro Orochimaru. Grazie all'aiuto d'Isaribi, riesce a fuggire prima del crollo del rifugio. |                   |                  |
| 172 | Cuore infranto 「絶望 引き裂かれた心」 - Zetsubō Hikisakareta hāto | 15 febbraio 2006  | 24 aprile 2008   |
| 172 | Isaribi attacca delle navi in partenza insieme ad Amachi e a Yoroi ma Naruto e gli altri riescono a raggiungere le navi e così soccorrere i feriti. Naruto attacca Amachi che però si rivela essere un mutante come Isaribi. Naruto tenta di sconfiggerlo ma viene imprigionato in un mostro d'acqua. Per fortuna lo spirito della Volpe a Nove Code si risveglia e, grazie al suo potere, Naruto riesce a liberarsi. |                   |                  |
| 173 | Scontro in mare 「海戦 解き放たれた力」 - Kaisen Tokihanatareta pawā | 22 febbraio 2006  | 28 aprile 2008   |
| 173 | Naruto dopo aver evocato lo spirito della volpe ed esser riuscito a scappare dalla trappola del mostro d'acqua colpisce Amachi, riportandolo al suo stato umano. Yoroi tenta di attaccare Ino, ma un attimo prima di sferrare il colpo viene sorpreso dagli insetti di Shino che lo sconfiggono definitivamente. Amachi, ormai solo, viene catturato da Anko. Quando tutto sembra essere finito, riemerge dagli abissi il mostro marino, ma Naruto, con l'aiuto di Gamabunta, mette fuori gioco l'avversario. Prima di ritornare a Konoha, Anko si reca su un'isola del Paese del Mare dove ricorda alcuni momenti del suo passato con Orochimaru. L'episodio termina così con il ritorno dei giovani ninja e Isaribi a Konoha. |                   |                  |
| 174 | La tecnica dei contanti 「ありえねーってばよ! セレブ忍法・金遁の術」 - Arienēttebayo! Serebu ninpō - Kinton no Jutsu | 1º marzo 2006     | 29 aprile 2008   |
| 174 | Naruto pensando che si tratti di una missione di guardia del corpo accetta una missione la quale invece costituisce di stare tutto il giorno con un ragazzo di nome Kunihisa molto ricco e attaccato ai soldi. Durante la giornata il ragazzo spenderà molti soldi e Naruto gli dirà che con il denaro non si può comprare di tutto. Infine Kunihisa viene rapito dalle sue guardie del corpo stanche di obbedirgli e Naruto lo salva e lo porta al villaggio. |                   |                  |
| 175 | Caccia al tesoro 「ここ掘れワンワン! 埋蔵金を探せ」 - Koko hore wan wan! Maizōkin o sagase | 8 marzo 2006      | 30 aprile 2008   |
| 175 | Naruto, Kiba e Hinata partono alla ricerca di un tesoro su ordine dell'Hogake e se falliscono dovranno ripetere l'accademia. Naruto e Kiba litigano in continuazione e Hinata si ferisce quindi Kiba continua a cercare il tesoro mentre Naruto bada alla ragazza. Alcuni individui rapiscono i tre e con la Tecnica della Copia Facciale diventano copie esatte del gruppo per entrare nel Villaggio della Foglia inosservati. |                   |                  |
| 176 | Missione compiuta 「ジグザグ走！追って追われて間違えて」 - Jiguzagu sō! Otte owarete machigaete | 15 marzo 2006     | 2 maggio 2008    |
| 176 | Naruto, Kiba e Hinata sono intrappolati nella caverna mentre i rapitori se ne vanno ma riescono a liberarsi e a uscire fuori prima che crolli tutto. Tornati al villaggio le false copie iniziano a creare scompiglio ma grazie all'intervento di Naruto e Kiba si sistema tutto. Alla fine si scopre che la missione era falsa e serviva solo per far collaborare la squadra. |                   |                  |
| 177 | Postini ninja 「OH!?ぷりーず♥みすたーぽすとまん」 - OH!? Purīzu ♥ Misutā Posutoman | 22 marzo 2006     | 5 maggio 2008    |
| 177 | Naruto si ferma in un paese e scopre che lì si trova Jiraiya intento a perdere tempo in donne e chiede quindi di essere allenato subito, ma il Sennin dice di dover finire prima il suo libro. Naruto stesso, per far prima, scrive lui la fine del manoscritto ma poi confonde la sua lettera con un'altra in cui si volevano riconciliare due paesi sull'orlo della guerra. Jiraiya e Naruto rincorrono il postino che deve andare dall'editore di Jiraiya ma scoprono che i documenti si sono scambiati,quindi rincorrono l'altro postino ma non riescono a evitare che la lettera venga consegnata. A sorpresa il signore feudale è un fan di Jiraiya e decide quindi di evitare la guerra. Una volta tornati al villaggio il ninja leggendario lascia di nuovo Naruto da solo per un'altra (falsa) missione. |                   |                  |
| 178 | Il Villaggio della Stella 「出会い 「星」の名を持つ少年」 - Deai "Hoshi" no na o motsu shōnen | 29 marzo 2006     | 6 maggio 2008    |
| 178 | Naruto, Neji, Rock Lee e Tenten si dirigono nel Villaggio della Stella, così chiamato per via di una stella caduta dal cielo che influisce molto sul chakra. Lì fanno conoscenza con Sumaru, un ragazzo che salva la vita a Naruto e successivamente conoscono Akaoshi, il sostituto del Terzo Hoshikage. Naruto e Sumaru visitano la palestra dove si allenano con il frammento della stella, ma un ladro ruba il pezzo di stella e scappa, inseguito da Naruto il quale combatte con lui scoprendo che esso sa usare la Tecnica del Pavone come chi si allena con la stella. |                   |                  |
| 179 | Una vecchia ninna nanna 「ナツヒボシ 思い出の子守唄」 - Natsuhiboshi, Omoide no Komori Uta | 5 aprile 2006     | 7 maggio 2008    |
| 179 | Il gruppo avverte Akaoshi che ordina ai ninja della Foglia di interrompere le ricerche, ma Neji pensa che ci sia un segreto dietro tutto ciò. Naruto va a trovare i feriti e scopre che i genitori di Sumaru sono stati uccisi da un ninja forestiero. Sumaru però è partito con gli altri ragazzi per fermare il ladro ma vengono sconfitti e proprio lui viene rapito. Da qui Naruto e Neji capiscono che il ladro è proprio l'assassino dei genitori del ragazzo. |                   |                  |
| 180 | Inutili sofferenze 「秘術 孔雀妙法の代償」 - Hijutsu Kujaku Myōhō no Daishō | 12 aprile 2006    | 8 maggio 2008    |
| 180 | Neji e gli altri vanno a trovare i feriti e scoprono che nel corpo di un ragazzo, ceduto all'allenamento, il chakra continua a fluire a ritmi elevati e potrebbe portare alla morte. Da qui si capisce perché l'Hoshikage decise di interrompere gli allenamenti. Dopo aver rapito Sumaru, Akaoshi manda un messaggio alla vera ladra, la madre di Sumaru. Rock Lee e Tenten si infiltrano nella casa del signore feudale e scoprono Sumaru. Durante la battaglia fra la madre di Sumaru e Akaoshi, la madre viene sconfitta da Naruto ma Akahoshi li fa precipitare nella Valle dell'Inferno. |                   |                  |
| 181 | La verità nascosta 「星影 葬り去られた真実」 - Hoshikage Hōmurisarareta Shinjutsu | 19 aprile 2006    | 9 maggio 2008    |
| 181 | Natsuhi salva Naruto e lo porta nel suo rifugio dove gli spiega la verità su di lei e il villaggio. Si scopre anche che il Terzo Hoshikage è stato assassinato proprio da Akaoshi, che voleva far riprendere gli allenamenti. Neji, Rock Lee e Tenten dicono la verità ai ragazzi e decidono di andare a cercare Naruto e la sua rapitrice, che sono stati raggiunti da Akaoshi, intenzionato a rientrare in possesso della stella, e così inizia il combattimento. |                   |                  |
| 182 | Il Quarto Hoshikage 「再会 残された時間」 - Saikai Nokosareta jikan | 26 aprile 2006    | 12 maggio 2008   |
| 182 | Sumaru scopre che Natsuhi è sua madre ma Akaoshi, minacciando quest'ultima di uccidere suo figlio, la costringe a dargli la stella. Neji impone ai ninja della Foglia di non intromettersi in quanto dichiara conclusa la missione. Akaoshi incita i ninja della Stella di andare con lui e, dopo aver ucciso Natsuhi che tentava nuovamente di rubare la stella, si autonomina Quarto Hoshikage ordinando di uccidere Sumaru, Hokuto e i ninja della Foglia se si fossero visti di nuovo nel villaggio. |                   |                  |
| 183 | La stella risorge 「星は輝きを増して」 - Hoshi wa kagayaki o mashite | 3 maggio 2006     | 13 maggio 2008   |
| 183 | Sumaru raggiunge la madre nel luogo dove era custodita la stella e la trova morta. Akaoshi fa saltare in aria la capanna e si appresta a prendere il comando di tutto il villaggio, senza che Naruto e gli altri possano intervenire, su intimidazione di Neji. Interviene allora Hokuto che spiega a tutti i ninja la verità su Akaoshi che, abbandonato da tutti i suoi ninja, si inserisce la stella nel petto aumentando di molto il suo chakra. Egli però alla fine verrà sconfitto da Naruto aiutato in battaglia dallo spirito di Natsuhi. Successivamente, il gruppo tornerà al villaggio della foglia portando i giovani ninja della stella a ricevere le cure di Tsunade. |                   |                  |
| 184 | Il giorno più lungo di Kiba 「犬塚キバのなが～い一日」 - Inuzuka Kiba no naga~i ichinichi | 10 maggio 2006    | 14 maggio 2008   |
| 184 | Tsunade chiede a Naruto di monitorare Akamaru che ha contratto un virus che lo rende particolarmente aggressivo. Il cane infatti attacca una squadra ninja così Tsunade decide di farlo curare da un team medico. Kiba però rapisce Akamaru e lo porta nella foresta dove però si trasforma in un animale gigantesco pronto ad attaccare tutti. Naruto e Hana tentano di iniettargli un siero per guarirlo ma non ci riescono. Kiba allora cerca di convincere Akamaru a tornare come prima ma viene lo stesso attaccato dal suo animale, che però evita di infliggergli un danno mortale. Alla fine sia Kiba che Akamaru vengono portati in salvo e curati. |                   |                  |
| 185 | La leggenda degli Ombu 「木ノ葉隠れの伝説 オンバアは実在した!!」 - Konohagakure no Densetsu, Onbaa wa jitsuzai shita!! | 17 maggio 2006    | 15 maggio 2008   |
| 185 | Durante i suoi allenamenti Naruto porta per caso sulla schiena uno strano animale che si rivelerà essere un cucciolo di Onbu. Per sbarazzarsene, Tsunade manda Naruto in un villaggio a combattere coi banditi locali ma Onbu gli salva la vita. Quando però troveranno la madre di Onbu, anche il piccolo si trasformerà diventando selvaggio e spietato, ma Naruto riesce a fargli tornare la memoria e gli Onbu lo riportano al villaggio, ritornando poi nella foresta. Nel villaggio hanno tutti un Onbu e non sanno come sbarazzarsene. |                   |                  |